# Bananflue
Bananflue (Drosophila melanogaster) er en art i slægten bananfluer (eddikefluer). 
Drosophila melanogaster er almindeligt anvendt i genetiske eksperimenter, fordi den har kort reproduktionstid, er genetisk simpel og har fået kortlagt sit DNA. Den er let og billig at formere.
Fluen er brun og har en størrelse på ca. 1-2,5 mm. Den har fået sit navn, da den bl.a. kan lægge sine æg på bananer

## Bananfluens livscyklus
Bananfluen starter med at være små æg. Når æggene er klækket, bliver larverne store på 4-5 dage. Larverne gennemgår  tre larvestadier. Så finder de et sted i nærheden og forpupper sig. Det tager cirka 3-4 dage for bananfluelarven at blive en voksen bananflue og forlade puppestadiet. Allerede efter 24 timer kan bananfluen begynde at lægge æg. Hele bananfluens livscyklus tager cirka 10 dage hvis den lever i 25 graders varme. Den lever som voksen i 2-9 uger.  

## Genom
Bananfluens genom er på 139,5 millioner basepar fordelt på omkring 15.682 gener.

## Skadedyrsbekæmpelse
Bananfluens mange æg gør den svær at komme af med, men den kan fanges i en fælde med vin eller eddike som lokkemad. Man kan også bruge et brugt marmeladeglas, med frugt i, og huller i låget, sådan bananfluerne kan komme ned, men ikke op.